# TV8
TV8 је турски терестријални телевизијски канал чији је власник MNG Media Group. Емитује се од 22. фебруара 1999. године. Његов актуелни власник је Аџун Илџали. Осим што има националну покривеност на терестријалној телевизији, емитује се и преко кабловских оператера и сателитских провајдера као што су Teledünya, Tivibu, Digiturk и D-Smart.